# Fabien Béziat
Pour les articles homonymes, voir Béziat.
Fabien Béziat, né à Oloron-Sainte-Marie (Pyrénées-Atlantiques), est un réalisateur, scénariste et auteur français, actif dans le domaine du film documentaire pour le cinéma et la télévision,.

## Biographie et carrière
Il commence sa carrière comme chef monteur sur plus de 50 films, principalement documentaires, avant de passer à la réalisation et à l'écriture de scénarios. Les sujets traités sont historiques, politiques, sociaux et biographiques. Ses films sont constitués de prises de vues contemporaines et d'archives.
Il est un des membres fondateurs de l'association Artistes et associés créée en 2001, dont le but principal est de filmer le travail de l'art et constituer des archives sur les artistes contemporains et vivants,,.
Il enseigne l'esthétique et le cinéma à l’École supérieure d’art des Rocailles de Biarritz.

## Filmographie (sélection)
- 2002 : La Pietà du Kosovo
- 2006 : Vive l'amusique
- 2006 : Les oligarques russes, de l'ascension à la chute
- 2007 : Joseph Epstein, bon pour la légende
- 2011 : Louis Renault & André Citroën, la course du siècle, co-réalisé avec Hugues Nancy, France 3
- 2011 : Raymond Aubrac : les années de guerre, co-réalisé avec Pascal Convert, France 2
- 2013 : Raymond Aubrac : reconstruire, co-réalisé avec Pascal Convert, France 5
- 2013 : Paris, années folles[6]
- 2014 : Elles étaient en guerre (1914-1918), co-réalisé avec Hugues Nancy, France 3[1],[2]
- 2015 : Elles étaient en guerre (1939-1945), co-réalisé avec Hugues Nancy, France 3
- 2016 : François Mitterrand - Albums de familles, co-réalisé avec Hugues Nancy, France 3
- 2017 : Notre histoire va vous surprendre
- 2017 : L'Épopée des gueules noires, co-réalisé avec Hugues Nancy, narrateur Jacques Bonnaffé, bande originale de Michel Korb, France 2, rediffusion 2020 France 3[7],[8],[9]
- 2017 : Une vie après la mine, co-réalisé avec Hugues Nancy, France 2
- 2019 : Les trésors de Marcel Pagnol, narrateur Fabrice Luchini, France 3, rediffusions 2022 et 2024 France 5[10],[11]
- 2021 : Nous paysans, co-réalisé avec Agnès Poirier, narrateur Guillaume Canet, France 2[12],[13],[14],[15], rediffusion janvier 2024, France 5.
- 2022 : Indochine, mort pour la piastre, co-réalisé avec Martin Veber, France 5[16].
- 2023 : Nous les ouvriers (TV) co-réalisé avec Hugues Nancy, France 2[17]

## Distinctions
- 2011, 2012, 2017 : Trois sélections au Festival international du film d'histoire de Pessac, dans la catégorie documentaire[18]
- 2014 : À l'initiative de Najat Vallaud-Belkacem, ministre des Droits des femmes, Fabien Béziat, accompagné de l'équipe de réalisation du film Elles étaient en guerre (1914-1918), est invité par le président de la République François Hollande à projeter ce film au palais de l'Élysée, en clôture de la Journée internationale des femmes[1]
- 2021 : Nous paysans reçoit le prix du public au festival de La Biolle[19].